# Rose Peltesohn
Rose Pauline Peltesohn (* 16. Mai 1913 in Berlin; † 21. März 1998 in Kfar Saba, Israel) war eine deutsch-israelische Mathematikerin.

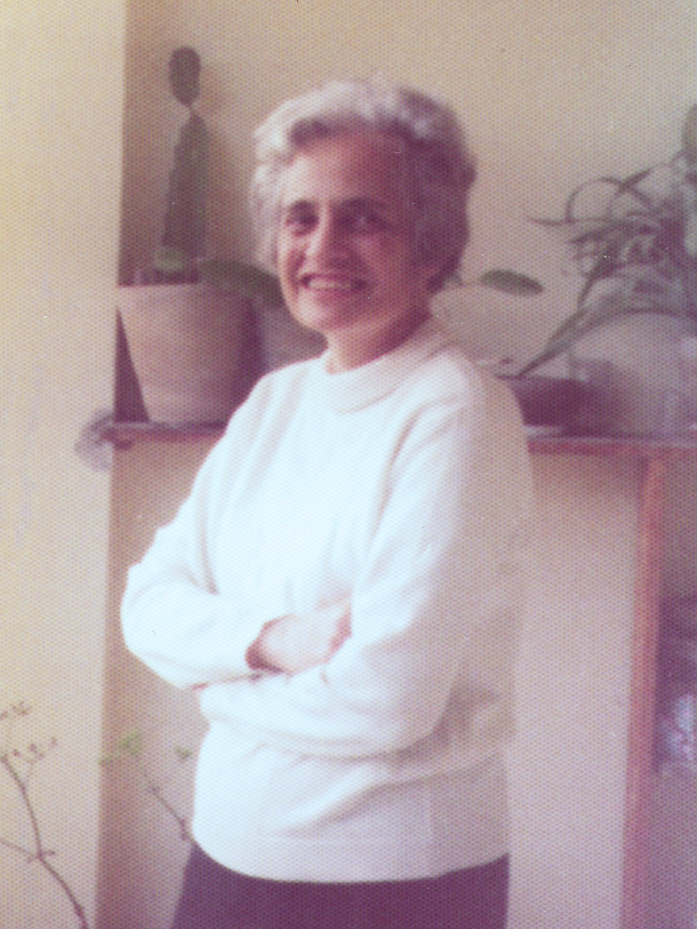
Rose Peltesohn

## Leben
Peltesohn war die Tochter des Arztes Ludwig Peltesohn (1882–1937) und von Zili Caro. Nach dem Abitur 1931 studierte sie an der Universität Berlin und wurde 1936 bei Issai Schur in Mathematik promoviert (Das Turnierproblem für Spiele zu je dreien, ein Spezialfall des erst später bewiesenen Satzes von Baranyai). Die Dissertation erhielt die Note opus valde laudabile. Danach emigrierte sie als Jüdin über Italien nach Palästina, wo sie 1938 ankam. Sie arbeitete dort in einer Bank und später als Anwaltssekretärin und Übersetzerin in Tel Aviv. Sie heiratete ihren Vetter Gerhard Peltesohn (1909–1965), mit dem sie zwei Töchter hatte, geboren 1940 und 1943.

## Lösung von Heffters Differenzenproblemen
1939 löste sie die Differenzenprobleme von Lothar Heffter (1896) in der Kombinatorik. Man definiert ein Differenzen-Tripel (a,b,c) aus drei verschiedenen Elementen der Menge {\displaystyle 1,2,...,v-1},  deren Summe {\displaystyle mod\ v} gleich Null ist ({\displaystyle a+b+c=0\ mod\ v}) oder bei denen ein Element {\displaystyle mod\ v} Summe der beiden anderen ist ({\displaystyle a+b=c\,mod\ v}).
- Erstes Differenzenproblem von Heffter: Sei {\displaystyle v=6m+1}. Kann man die Menge {\displaystyle 1,2,...,3m} in Differenzen-Tripel zerlegen ?
- Zweites Differenzenproblem von Heffter: Sei {\displaystyle v=6m+3}. Kann man die Menge {\displaystyle 1,2,..,2m,2m+2,...,3m+1} in Differenzen-Tripel zerlegen ?

Nach Peltesohn ist eine solche Zerlegung möglich außer bei v=9.
Ein Beispiel der Zerlegung im Fall {\displaystyle v=13}: {\displaystyle (1,3,4)} (mit {\displaystyle 1+3=4\ mod\ 13}) und {\displaystyle (2,5,6)} (mit {\displaystyle 2+5+6=13=0\ mod\ 13}).
Die Lösung der Heffterschen Differenzenprobleme liefert auch eine Konstruktion zyklischer Steiner-Tripel-Systeme.